# Jeppo

Jeppo kommuns vapen

Jeppo (finska: Jepua) är en del av den finländska kommunen Nykarleby med järnvägsstation längs Österbottenbanan, dock nedlagd idag. Mellan år 1906 och 1975 var Jeppo en egen kommun med en yta på 152 km² och en befolkning på 1 463 invånare var år 1973 numera bor där 950 personer. Av dem är 70 från Ukraina.

## Historia
Ortsnamnet Jeppo omnämns för första gången i historiska dokument år 1505. Då behandlade Stockholms råd fördelningen av ett arv, och bland andra "Jap Andersson av Epu by" hade fått sin andel av arvet. Ortnamnet skrevs vanligtvis "Epu", "Jepu" eller "Iepu" under 1500-talet. 1 januari 1975 uppgick kommunen i Nykarleby.

## Företag
I Jeppo finns bland annat följande företag:
- Mirka, tillverkare av slipmaterial. En del av KWH-koncernen
- Jeppo potatis, tillverkare av vakuumpackad förkokt potatis för storkök.

## Musik
Jeppo har ett rikt musikliv. 
- Jepokryddona är några folkmusikintresserade flickor från Jeppo som spelar finlandssvensk folkmusik och som givit ut ett par CD-skivor.
- Jeppo ungdomsorkester är en stor ungdomsorkester i Jeppo och de flesta Jeppobor har någon anknytning till någon som spelar i denna. Bland andra jazztrumpetisten Anders Sjölind som genom åren inspirerat många musiker.